# Giovan Domenico Vinaccia

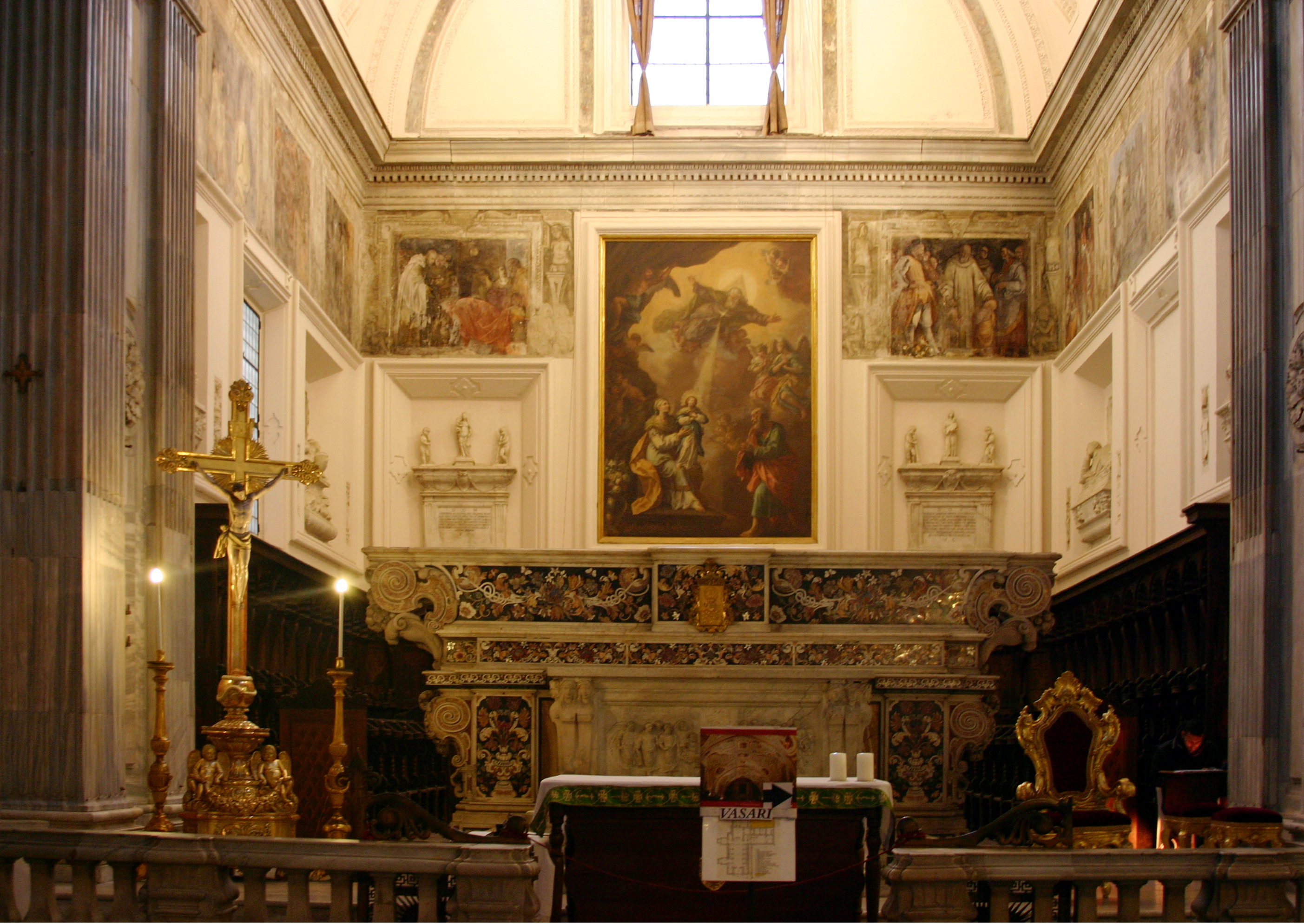
Altare di Monteoliveto

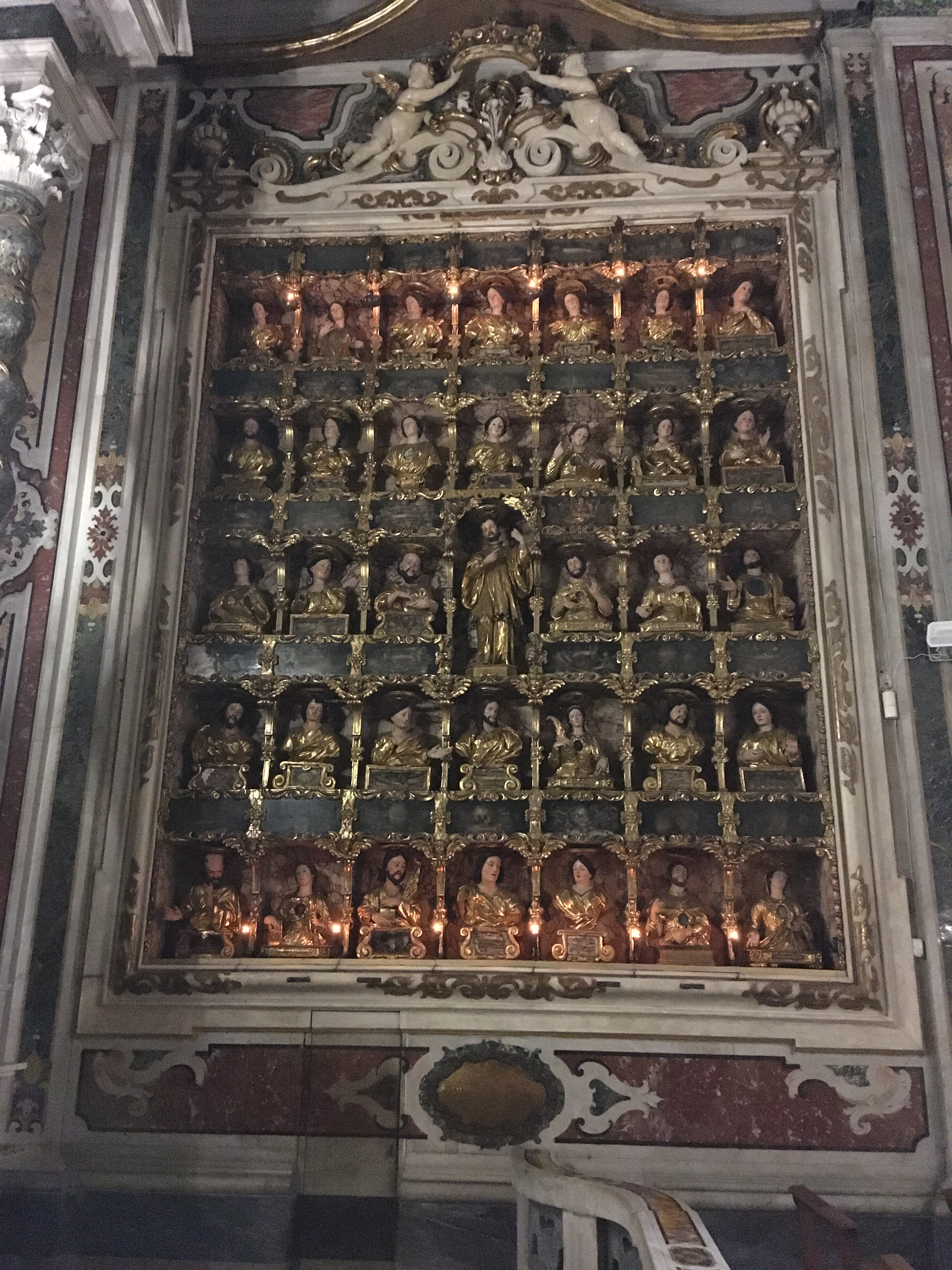
Lipsanoteche (Giovan Domenico Vinaccia) Chiesa del Gesù Nuovo

Giovan (Gian) Domenico Vinaccia (Massa Lubrense, 13 marzo 1625 – Napoli, luglio 1695) è stato un architetto, ingegnere, scultore e orafo italiano.

## Biografia
Allievo di Dionisio Lazzari dove apprese le tecniche di scultura e architettura, la sua prima opera è datata 1661: sono gli stalli del coro della Basilica di San Pietro ad Aram.
Nel 1664 lavora nella Cattedrale dove, nella cappella del Tesoro di san Gennaro, realizza per l'altare maggiore lo splendido paliotto d'argento in rilievo, che mostra l'arcivescovo di Napoli Alessandro Carafa, fratello del cardinale Oliviero, che riporta a Napoli le reliquie di San Gennaro dal Santuario di Montevergine.
Realizza anche i reliquari per la Chiesa del Gesù Nuovo, mentre nella Chiesa di Sant'Anna dei Lombardi disegna l'altare maggiore, eseguito poi dai fratelli Ghetti.
Altra sua opera è l'intervento architettonico-scultoreo, operato in Santa Maria dei Miracoli.
Nella sua attività prolifica di architetto e scultore spiccano il rifacimento della facciata della Chiesa del Gesù Vecchio, il pavimento e decorazioni della Chiesa di Santa Maria Donnaregina Nuova, l'altare nella Chiesa di San Giuseppe dei Ruffi, la decorazione marmorea nella Chiesa di Sant’Andrea delle Dame.
La sua bottega era una delle più prolifiche del XVII secolo a Napoli. Il Vinaccia ha collaborato con Lorenzo Vaccaro in alcune opere.

## Galleria d'immagini

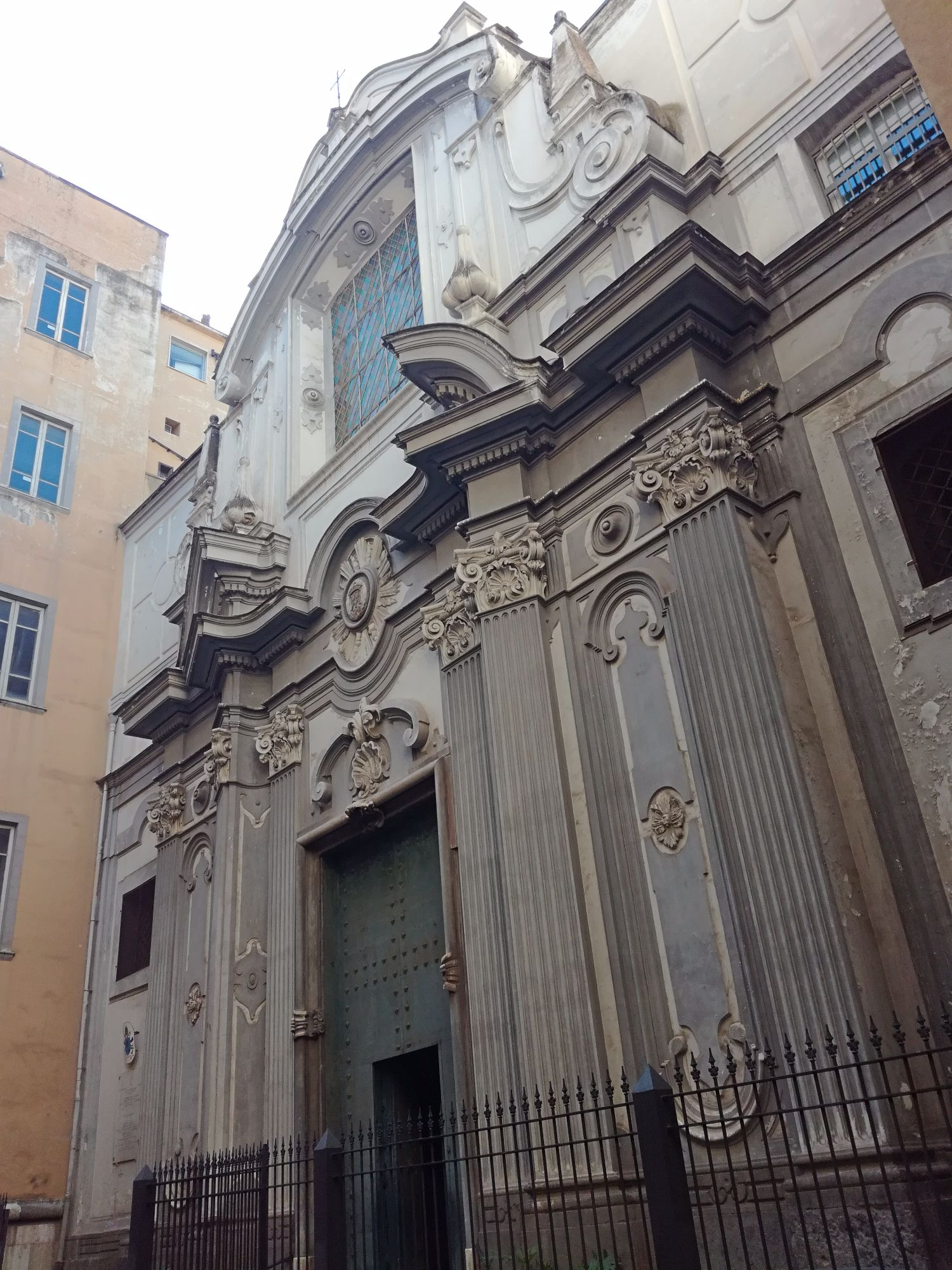
Facciata del Gesù Vecchio